# About the Light
About the Light  es el cuarto álbum de estudio del músico escocés Steve Mason. Fue publicado el 18 de enero de 2019 por el sello Domino Recording Company

## Lista de canciones
| N.º | Título                      | Duración |  |
| 1.  | «America Is Your Boyfriend» | 3:42     |  |
| 2.  | «Rocket»                    | 4:58     |  |
| 3.  | «No Clue»                   | 3:10     |  |
| 4.  | «About the Light»           | 4:26     |  |
| 5.  | «Fox on the Rooftop»        | 4:39     |  |
| 6.  | «Stars Around My Heart»     | 4:06     |  |
| 7.  | «Spanish Brigade»           | 3:31     |  |
| 8.  | «Don't Know Where»          | 3:57     |  |
| 9.  | «Walking Away from Love»    | 3:40     |  |
| 10. | «The End»                   | 3:43     |  |

## Posicionamiento en listas
| Listas                        | Posición |
| ----------------------------- | -------- |
| Reino Unido (UK Albums Chart) | 38       |